# Prétot-Vicquemare
 Prétot-Vicquemare  es una población y comuna francesa, en la región de Alta Normandía, departamento de Sena Marítimo, en el distrito de Ruan y cantón de Doudeville.

## Demografía
| 126 | 110 | 105 | 126 | 125 | 134 |
| Para los censos de 1962 a 1999 la población legal corresponde a la población sin duplicidades (Fuente: INSEE [Consultar]) |     |     |     |     |     |

## Personajes ilustres
- André Robert Raimbourg (1917-1970). Más conocido por su nombre artístico Bourvil, fue un cantante y cómico del siglo XX.